# SARS-CoV-1
Virus corona gây hội chứng suy hô hấp cấp tính nặng 1, viết tắt SARS-CoV-1 hoặc SARS-CoV (tiếng Anh: Severe acute respiratory syndrome coronavirus), là chủng virus gây ra bệnh hội chứng hô hấp cấp tính nặng (SARS). Vào ngày 16 tháng 4 năm 2003, sau khi dịch SARS bùng phát ở châu Á và các trường hợp thứ phát ở nơi khác trên thế giới. Tổ chức Y tế Thế giới (WHO) đã đưa ra một thông cáo báo chí nói rằng coronavirus được xác định bởi một số phòng thí nghiệm là nguyên nhân chính thức của SARS. Các mẫu virus đang được giữ trong các phòng thí nghiệm ở thành phố New York, San Francisco, Manila, Hồng Kông và Toronto.
Vào ngày 12 tháng 4 năm 2003, các nhà khoa học làm việc tại Trung tâm Khoa học bộ gen Michael Smith ở Vancouver, British Columbia đã hoàn thành việc lập bản đồ trình tự gen của một coronavirus được cho là có liên quan đến SARS. Nhóm nghiên cứu được dẫn dắt bởi Tiến sĩ Marco Marra và hợp tác với Trung tâm Kiểm soát Bệnh tật British Columbia và Phòng thí nghiệm Vi sinh Quốc gia ở Winnipeg, Manitoba, sử dụng các mẫu từ các bệnh nhân bị nhiễm bệnh ở Toronto. Bản đồ, được WHO ca ngợi là một bước tiến quan trọng trong việc chống lại SARS, được chia sẻ với các nhà khoa học trên toàn thế giới thông qua trang web của GSC (xem bên dưới). Bác sĩ Donald Low của Bệnh viện Mount Sinai ở Toronto mô tả khám phá này được thực hiện với "tốc độ chưa từng thấy". Trình tự của SARS coronavirus đã được xác nhận bởi các nhóm độc lập khác.
SARS coronavirus là một trong một số loại virus được WHO xác định là nguyên nhân có thể gây ra dịch bệnh trong tương lai trong kế hoạch mới được phát triển sau dịch Ebola để nghiên cứu và phát triển khẩn cấp trước và trong khi dịch sang các xét nghiệm chẩn đoán, vắc-xin và thuốc mới.
Một đại dịch của bệnh virus corona 2019 (COVID-19)  trong năm 2019–20 cho thấy nhiều điểm tương đồng với dịch SARS, với tác nhân virus được xác định là hội chứng hô hấp cấp tính nặng coronavirus 2 (SARS-CoV-2), một chủng khác của Virus corona liên quan đến hội chứng hô hấp cấp tính nặng (SARSr-CoV). SARS-CoV-1 là một trong bảy loại coronavirus đã biết lây nhiễm ở người, bao gồm coronavirus 229E (HCoV-229E), coronavirus NL63 (HCoV-NL63), coronavirus OC43 (HCoV-OC43)), Virus corona liên quan đến hội chứng hô hấp ở Trung Đông (MERS-CoV) và SARS-CoV-2.